# Taylor Hawkins
Taylor Hawkins (anglès: Oliver Taylor Hawkins)  (Fort Worth, 17 de febrer de 1972 - Bogotà, 25 de març de 2022) va ser un músic estatunidenc. Va ser conegut sobretot com a bateria de la banda de rock Foo Fighters, amb qui va gravar vuit àlbums d'estudi. Abans d'unir-se a la banda el 1997, va ser el bateria de gira de Sass Jordan i Alanis Morissette, així com el bateria de la banda experimental progressiva Sylvia.
El 2004, Hawkins va formar el seu propi projecte paral·lel, Taylor Hawkins and the Coattail Riders, en el qual va tocar la bateria i cantar, llançant tres àlbums d'estudi entre el 2006 i el 2019. El 2021, va formar el supergrup NHC amb els membres de Jane's Addiction, Dave Navarro i Chris Chaney, on també va assumir les tasques de veu principal i bateria. L'únic àlbum de la banda es publicarà el 2022. Va ser votat com "Millor bateria de rock" l'any 2005 per la revista britànica de percussió Rhythm.